# Jeremy Gilbert-Rolfe

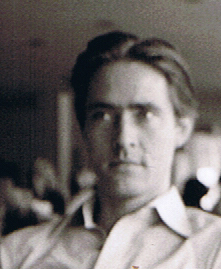
Jeremy Gilbert-Rolfe im Jahr 1978

Jeremy Gilbert-Rolfe (* 4. August 1945 in Tunbridge Wells; † 14. August 2024 in Gainesville, Florida) war ein britischer Maler der Bewegung Nachmalerische Abstraktion (auch: Neue Abstraktion), Pädagoge, Kunstkritiker und Theoretiker, der seit 1968 in den USA lebte. 

## Leben
Gilbert-Rolfe wurde in Tunbridge Wells geboren, einer Stadt im Westen der englischen Grafschaft Kent. Dort besuchte er 1965 die Tunbridge Wells School of Art. Danach studierte er bis 1967 am Institute of Education der London University und anschließend bis 1970 an der Florida State University in Tallahassee, wo er mit dem Master of Fine Arts abschloss. Noch während des Studiums in Florida nahm er eine Lehrtätigkeit auf, die er ab 1972 an der Princeton University, ab 1978 an der New Yorker Parsons School of Design, ab 1980 am California Institute of the Arts in Valencia und ab 1986 am Art Center College of Design in Pasadena fortführte. Am Art Center leitete er bis 2014 das Graduate Art Programm.
Seine Werke wurden in renommierten Museen wie unter anderem der Albright-Knox Gallery of Art in Buffalo, New York, dem Museum of Contemporary Art in Los Angeles und der Frederick R. Weisman Foundation in Los Angeles ausgestellt.

## Werk
Seit den 1970er Jahren war er – wie etwa Mel Bochner, Brice Marden oder Robert Mangold – als Vertreter der minimalistischen bzw. post-minimalistischen Malerei aktiv.
Er war 1976/77 einer der Herausgeber der Kunstzeitschrift October und betätigte sich danach weiterhin als Kunstkritiker für Magazine wie Artforum und ArtsMag. Er verfasste mehrere Bücher und Sammelbände, darunter Beyond Piety: Critical Essays on the Visual Arts 1986–1993 (Cambridge University Press, 1995) und Beauty and the Contemporary Sublime (Allworth Press, 1999, deutsch bereits 1996: Berlin, Merve-Verlag).

## Ausstellungen (Auswahl)

### Einzelausstellungen
- 1980, 1982, 1984, 1985, 1987: John Weber Gallery, New York
- 1980: Texas Gallery, Houston
- 1983: Center for the Visual Arts, Portland
- 1984: Lincoln Center Gallery, New York
- 1986, 1988: Richard Kuhlenschmidt Gallery, Los Angeles
- 1988: Grace Borgenicht Gallery, New York
- 1989: Anne Plumb Gallery, New York
- 1989, 1990, 1993, 1996, 1999: Genovese Gallery, Boston
- 1989: Tyler Gallery, Philadelphia
- 1990: Ace Gallery, Los Angeles
- 1994: Eric Stark Gallery, New York
- 1997, 2003: Soshana Wayne Gallery, Santa Monica
- 2006: Gray Kapernekas Gallery, New York

### Gruppenausstellungen
- 1982: Postminimalism, Aldrich Museum of Contemporary Art, Ridgefield
- 1985: Geometric Abstraction, Bronx Museum, New York
- 1986: After Matisse, Queens Museum, New York
- 1996: Color Field to New Abstraction, Rose Art Museum, Waltham
- 2005: Extreme Abstraction, Albright-Knox Art Gallery, Buffalo

## Auszeichnungen
Gilbert-Rolfe erhielt vom National Endowment for the Arts Forschungskredite und Beiträge für seine Werke und Kritiken. Er erhielt außerdem das Guggenheim Fellowship in der Kategorie Kunst und im Jahr 1998 den Frank Jewett Mather Award der College Art Association für seine Kritik.